# Arciconfraternita del Santissimo Sacramento (Vico del Gargano)

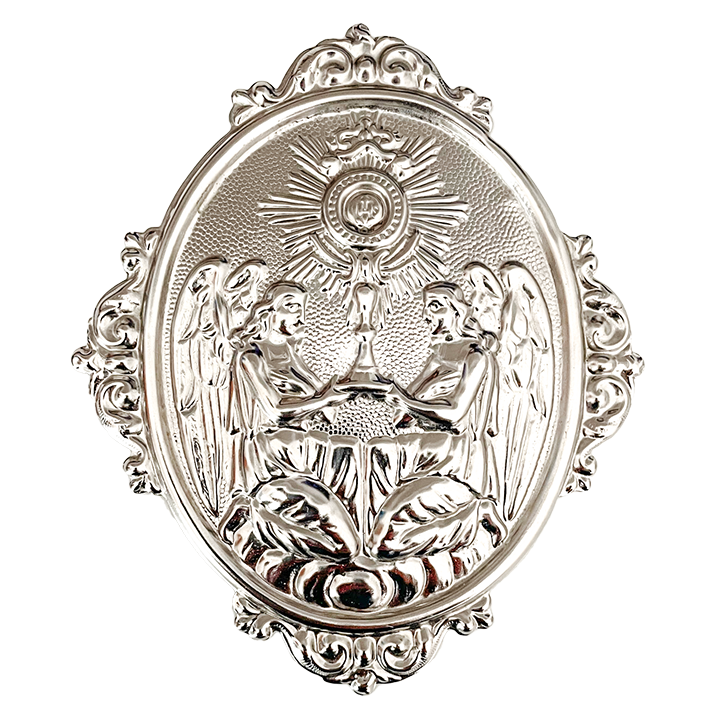
Stemma dell'Arciconfraternita del Santissimo Sacramento di Vico del Gargano

L'Arciconfraternita del Santissimo Sacramento di Vico del Gargano, in provincia di Foggia, è la più antica delle cinque Confraternite del comune garganico. Fondata nel 1539, oggi risiede nella chiesa di San Nicola di Mira, nel rione Terra.

## Storia
L'Arciconfraternita del Santissimo Sacramento è la più antica delle cinque Confraternite attive a Vico del Gargano, nata nel novembre del 1539, ma l'atto di costituzione presso il notaio Scipione Petreo risale al 1584.
Inizialmente ebbe sede presso la chiesa matrice, intitolata alla Beatissima Vergine Assunta, nel rione Civita, dove presenziava all'altare maggiore, come riporta la relazione del 1676 di una visita pastorale del cardinale Vincenzo Maria Orsini, in seguito divenuto papa Benedetto XIII. Nella relazione si riferisce inoltre che la Confraternita, allora chiamata "del Santissimo Corpo di Cristo", aveva sede nella chiesa dal 7 novembre del 1634. Il priore della chiesa matrice, il chierico Pietro Sapia, presentò all'arcivescovo i registri delle entrate e delle uscite, da cui risultava un'entrata annua di 8600 scudi e un'uscita di 8400 scudi.
Il 4 febbraio dell'anno 1700 venne aggregata all'Arciconfraternita del Santissimo Sacramento della basilica di Sant'Eustachio di Roma, godendo quindi «Di tutti i Privilegi, Altare Privilegiato e Indulgenze» concesse dai papi all'Arciconfraternita madre.
Con decreto del 9 giugno 1810, la Confraternita ricevette la cappella di San Nicola di Myra, nel rione Terra, per l’esercizio delle sue funzioni. La cappella era stata sede della Confraternita di San Niccolò dei Morti, alla cui presenza si deve la scritta "Memento mori" sull'architrave della porta di ingresso.
Della Confraternita fecero parte alcuni notabili (famiglia Nardini), ma non sembra fosse riservata solo all’élite della cittadina. Dai registri degli anni tra Ottocento e Novecento, custoditi nell'archivio della Confraternita, testimoniano la presenza di numerose donne: sono presenti sia insieme ai confratelli che in registri solo femminili.
Da molti documenti presenti sia all'Archivio di Stato di Foggia che in quello della Confraternita, risulta che le cariche amministrative venivano elette il giorno del Corpus Domini.

## Abiti di rito
L'abito ufficiale è composto da un camice bianco con merletti nella parte inferiore e sulle maniche, cordone e mozzetta celesti e un medaglione su cui è rappresentato il Sacramento sostenuto da un cordoncino rosso. Il priore si differenzia per il cordone e il cordoncino del medaglione che sono verdi e per una fascia trasversale dorata. Nelle processioni del Venerdì Santo, l'abito è composto dallo stesso camice bianco, ma con cordone intrecciato bianco incrociato sul petto, fazzoletto bianco in testa e corona di spine.

## I riti della confraternita
La Confraternita celebra:
- Le Quarantore di adorazione eucaristica (tra gennaio e febbraio).
- Settimana Santa:
  - ogni domenica di Quaresima si volge la Via Crucis mentre l’Arciconfraternita dell’Orazione e morte, con sede nella chiesa del Purgatorio, celebra la Settena. In tutte le dodici chiese del paese si allestiscono gli altari della reposizione, popolarmente chiamati ”Sepolcri".
  - Il Mercoledì e il Giovedì Santo in tutte le chiese confraternali viene officiato l'"Uffizio delle Tenebre": la celebrazione solenne di mattutino e lodi, con canto dei salmi, delle lamentazioni, dei responsori, del Benedictus e del Miserere letto. Vengono progressivamente spente quattordici candele, poste su un candeliere triangolare (Herice) al canto di ciascun salmo e al termine del Benedictus si lascia accesa la quindicesima candela e si canta il Miserere. Al contempo, il Giovedì Santo, nella chiesa madre si commemora il "Pianto della Madonna", comprendente la predica della Passione e la consegna del Crocifisso tra le braccia della Madonna.
  - Il Venerdì Santo mattina ognuna delle Confraternite svolge la sua processione penitenziale, visitando i “sepolcri” di tutte le 11 chiese, cantando il Miserere e portando in processione i simulacri del Cristo morto e della Vergine addolorata. La Confraternita dei Carmelitani Scalzi porta in processione anche le statue dei cinque "Misteri dolorosi". Al rientro di ogni processione le Confraternite intonano l’inno Pange lingua. Nel pomeriggio, nella chiesa del Purgatorio, si celebrano la cosiddetta "Messa pazza" e le tre ore di Agonia del Signore. La sera tutte le cinque Confraternite sono impegnate nella solenne processione al Calvario, intonando in modo indipendente l'una dall'altra, il Miserere. La processione parte dalla chiesa matrice e giunge al quartiere Carmine, che simboleggia il “Calvario”, dove cinque croci simboleggiano le altrettante piaghe di Gesù, di fronte alle quali il sacerdote prega. Concluso il rito, le Confraternite si rimettono in processione e tornano verso la chiesa matrice cantando l'Evviva la Croce, sempre in maniera indipendente l'una dall'altra. A queste si aggrega anche il popolo, anch'esso intonante l'Evviva la Croce. In questa occasione le Congreghe vestono l’abito bianco con una corona di spine e, ad eccezione della confraternita dei Carmelitani Scalzi, che conserva la tradizionale divisa, solo il cingolo le identifica: il cordone di corda bianco per l’Arciconfraternita del Santissimo Sacramento; marrone per la Confraternita dell'Orazione e Morte; la cintura di cuoio nera Confraternita dei Cinturati di Sant'Agostino e Santa Monica; il cordone rosso per la Confraternita di San Pietro
- Novenario della Madonna del Buon Consiglio e festa in suo onore (26 aprile): si tiene la novena alla Vergine e il giorno della festa si celebra al mattino una santa messa solenne. Nel pomeriggio la Confraternita sfila in processione con le statue di San Nicola e della Madonna del Buon Consiglio, accompagnate da un complesso bandistico e dallo sparo di mortaretti. Al termine della processione, in piazza Castello, si svolge la “Sagra di primavera”.
- Solennità del Corpus Domini (fine maggio - giugno).
- Triduo dei santi Cosma e Damiano (26 settembre): i due santi vengono esposti su di un trono nei tre giorni precedenti la festa, durante i quali si officiano messe. Il giorno della festa si celebra la messa solenne.
- Dedicazione della chiesa (avvenuta il 19 settembre 1678).
- Mese del Santo Rosario (ottobre): ogni martedì, giovedì e sabato del mese si officiano messe seguite dalla supplica alla Madonna.
- Novenario di san Nicola, titolare della chiesa, e festa in suo onore (6 dicembre): il giorno della festa, nel tardo pomeriggio, durante la messa solenne, i nuovi confratelli giurano di seguire lo statuto della Confraternita sotto la protezione di san Nicola e della Madonna del Buon Consiglio. Dopo la messa, nella piazza antistante la chiesa, si svolge la “Sagra d’autunno” con un grande fuoco su cui si arrostiscono castagne e si intonano canti natalizi.

La Confraternita partecipa, inoltre, alle processioni patronali in onore di San Valentino (14 febbraio) e della Madonna del Rifugio (ultima domenica di giugno), di san Rocco (16 agosto). È usanza, in aggiunta, che delle piccole delegazioni di confratelli partecipino anche alle processioni delle altre Confraternite dietro invito di queste.

## Curiosità
Tradizionalmente, alcuni componenti della confraternita sono impegnati nell'allestimento del "Trono d'arance" del Santo Patrono di Vico del Gargano: san Valentino, che da 400 anni si venera nella Chiesa Madre il 14 febbraio.
La sera del 22 aprile una delegazione della confraternita, accompagnata da un gruppo di fedeli che frequentano la chiesa di san Nicola, si reca in Contrada Crocefisso (Ischitella) ed in processione, cantando il Miserere, raggiungono il Santuario del Santissimo Crocefisso di Varano. Qui intonano il canto "Evviva la Croce" mentre il Crocefisso viene posto sull'altare maggiore in vista della festività del 23 aprile.
Una delegazione della confraternita è inoltre impegnata spesso nei Raduni Nazionali delle Confraternite d'Italia e (insieme ai delegati delle altre quattro confraternite) ha partecipato a numerose manifestazioni canore per promuovere i riti tradizionali della Settimana Santa di Vico quali:
- "I canti della Passione di Cristo", manifestazione organizzata dall'Associazione peschiciana "Punto di stella" in collaborazione con la confraternita dei Carmelitani Scalzi di Vico del Gargano, a Peschici (18 aprile 2011);
- "Art in Folk", a Rignano Garganico (20 luglio 2013)
- "RASSEGNA VEXILLA – CANTI DELLA SETTIMANA SANTA", a Molfetta (5 aprile 2014);
- "Canti di Passione: nel cuore della Grecia", festival dei canti della Passione organizzato nella Grecia Salentina, a Castrignano De’ Greci, Lecce, Alessano, Palmaraggi (12 aprile 2014);
- "La Montagna del Sole", presentata dall'associazione "Carpino Folk Festival" all'Auditorium della Musica di Roma (17 maggio 2015);
- Carpino Folk Festival, festival della canzone popolare che si svolge in agosto a Carpino;
- "La Settimana Santa, tra fede, tradizioni e ritualità", evento organizzato dall'Associazione Culturale Settimana Santa di San Nicandro Garganico (2 aprile 2017).
- “Plenilunio di Primavera – Gli eventi pasquali della Settimana Santa tra Puglia e Spagna”, nel Palacio Real Testamentario di Valladolid, progetto promosso da FeArT e Puglia Autentica, in collaborazione con Regione Puglia e Pugliapromozione e riguarda le città di Valladolid, Bitonto, Molfetta, Vico del Gargano e Lecce. L'Arciconfraternita, insieme alle altre 4 confraternite di Vico, ha l’onore e l’onere di rappresentare la fede e la tradizione dei riti della Settimana Santa della Puglia, esibendosi il 16 marzo coi i canti tradizionali della Settimana Santa vichese (dal 15 al 24 marzo 2019).

Nel 2015 Giovanni Rinaldi, storico e ricercatore italiano, ha raccontato in un interessantissimo documentario "Ritorno a Vico", pubblicato anche sulla piattaforma YouTube https://www.youtube.com/watch?v=N01kuc8u28g e prodotto dalla Daunia Production e presentato dall'associazione Carpino Folk Festival, la sua esperienza con le confraternite di Vico nella Settimana Santa e il loro viaggio nella Grecia Salentina in occasione della manifestazione "Canti di Passione; nel cuore della Grecia Salentina".